# Reso

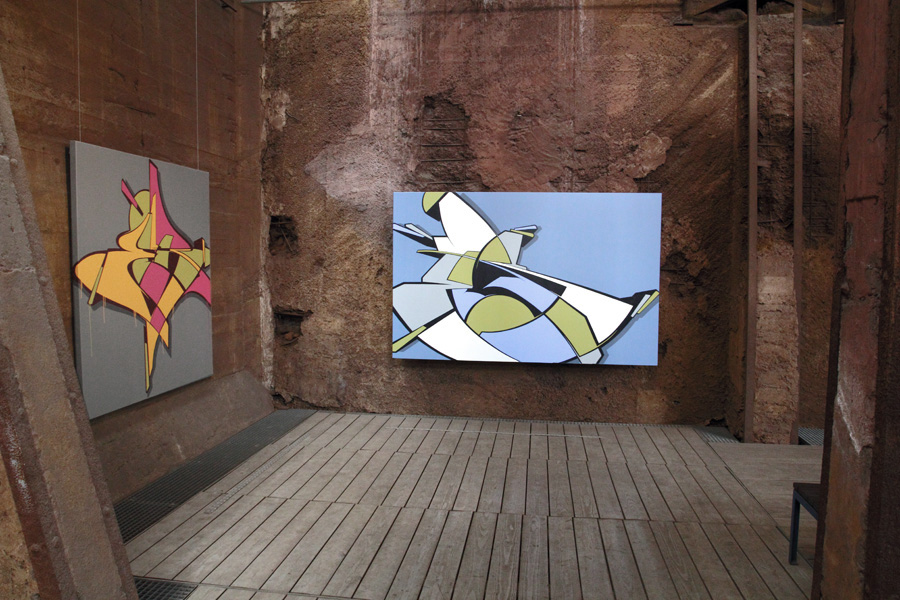
Reso – Urban Art Biennale 2013

Reso, mit bürgerlichen Namen Patrick Jungfleisch, (* 1975 in Saarbrücken) ist ein deutscher Graffiti-Writing-Künstler, Galerist und Lehrer.

## Leben und Werk
Reso begann seine Karriere als Graffiti-Künstler ca. 1988. Seit dieser Zeit ist er international aktiv. Neben zahlreichen Berichten und Interviews in Szene-Magazinen erschien 2004 im Publikat Verlag das Buch Straight Lines über die Zusammenarbeit mit seinem langjährigen Partner „ecb“.
Neben seinen über 60 Arbeiten in zwölf Ländern im "öffentlichen Raum" fanden Ausstellungen in "geschlossenen Räumen" in New York, Barcelona, Berlin, Hamburg und in einigen weiteren Städten statt. Ein Fernsehteam des Saarländischen Rundfunks begleitete Reso 2011 auf Reisen nach Paris, Montreal und New York. Reso agiert auch als Kurator von Ausstellungen in Museen und Galerien, unter anderem bei der "Urban Art"-Ausstellung im Weltkulturerbe Völklinger Hütte. Seit 2011 ist Reso der künstlerische Berater der UrbanArt Biennale im Weltkulturerbe Völklinger Hütte. Die Biennale zählt sich zu den weltweit bedeutendsten Werkschauen im Bereich der Urban Art.
Er unterrichtete bis 2013 als Lehrer an der Gesamtschule Gersheim. Von 2013 bis Januar 2017 unterrichtete er an der Johannes-Gutenberg-Schule in Schwalbach Saar.

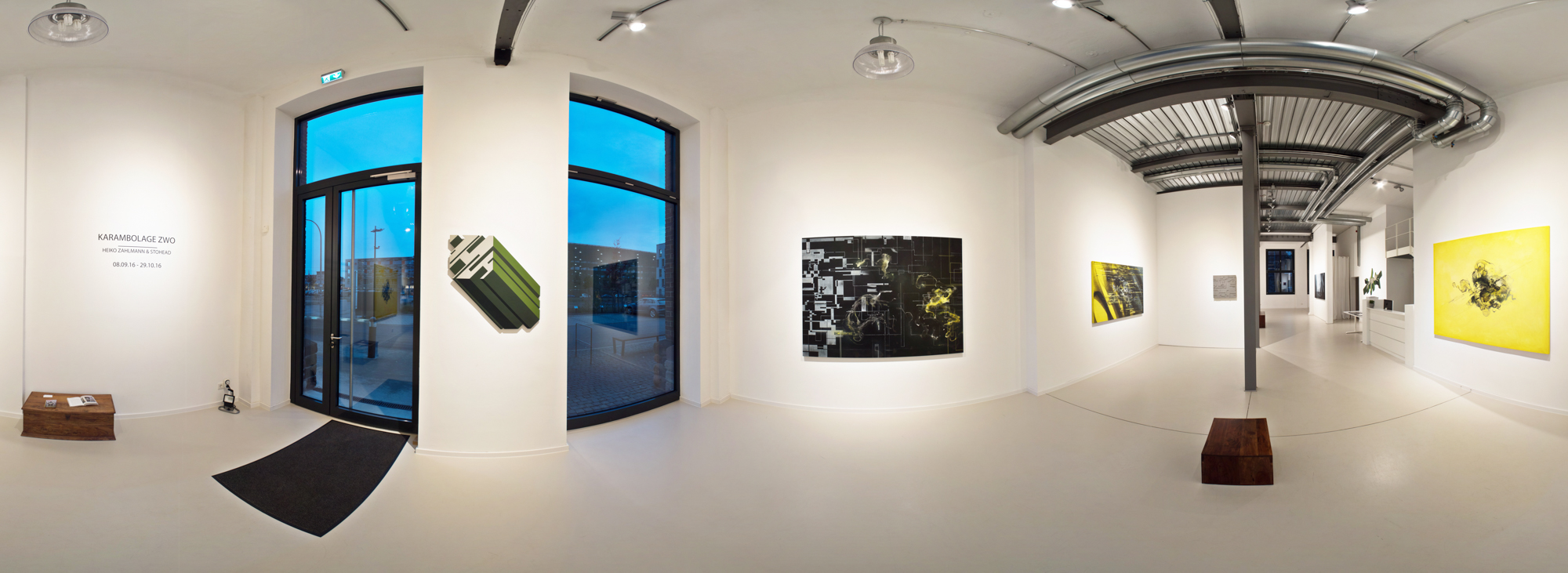
Galerie Zimmerling & Jungfleisch, Saarbrücken

Reso hat im Dezember 2014 die Galerie Zimmerling & Jungfleisch, eine Galerie für Zeitgenössische Kunst mit programmatischem Schwerpunkt auf Urban Contemporary Art, in Saarbrücken eröffnet. 2016 initiierte er zusammen mit dem Ministerium für Bildung und Kultur des Saarlandes den "Artwalk". Hierbei handelt es sich um eine Art Freiluftmuseum im Stadtzentrum der Landeshauptstadt Saarbrücken. Die entstehenden Wandgemälde werden von international bekannten Urban-Art-Künstlern umgesetzt und ergeben insgesamt einen Parcours, der dauerhaft in der Stadt verbleiben soll.